# Szandra Szőke
Szandra Szőke (* 15. April 1985 in Budapest) ist eine ungarische Jazzmusikerin (Gesang, Komposition).

## Leben und Wirken
Szőke, die sich als Jugendliche für das Theater begeisterte, besuchte zunächst die Schauspielschule von Margit Főldessy. Außerdem studierte sie Englisch an der Eötvös-Loránd-Universität, bevor sie sich für die Musik entschied und eine Ausbildung an der Kőbánya Music Studio bei Bea Munkácsi und Tamás Berki und später bei Kriszta Pocsai absolvierte.
2014 legte Szőke mit ihrem Quintett ihr Debütalbum Memory Place vor. Der Titelsong wurde beim Jazzy Song Contest 2014 mit dem dritten Platz ausgezeichnet. Ihr zweites Album Freud’s Forest folgte wiederum in Quintettbesetzung 2018. Weiterhin wirkte sie als Gastsolistin beim Antal Gábor Trio und dem Fugato Orchestra. 